# Sedillo (Nuevo México)
Sedillo es un lugar designado por el censo ubicado en el condado de Bernalillo en el estado estadounidense de Nuevo México. En el Censo de 2010 tenía una población de 802 habitantes y una densidad poblacional de 112,85 personas por km².

## Geografía
Sedillo se encuentra ubicado en las coordenadas 35°5′28″N 106°17′14″O / 35.09111, -106.28722. Según la Oficina del Censo de los Estados Unidos, Sedillo tiene una superficie total de 7.11 km², de la cual 7.11 km² corresponden a tierra firme y (0%) 0 km² es agua.

## Demografía
Según el censo de 2010, había 802 personas residiendo en Sedillo. La densidad de población era de 112,85 hab./km². De los 802 habitantes, Sedillo estaba compuesto por el 85.54% blancos, el 0.25% eran afroamericanos, el 0.62% eran amerindios, el 1.5% eran asiáticos, el 0.12% eran isleños del Pacífico, el 7.73% eran de otras razas y el 4.24% pertenecían a dos o más razas. Del total de la población el 24.19% eran hispanos o latinos de cualquier raza.